# 中川村 (大分県)
中川村（なかがわむら）は、大分県日田郡にあった村。現在の日田市の一部にあたる。

## 地理
玖珠川沿いの山間部に位置していた。

## 歴史
- 1889年（明治22年）4月1日、町村制の施行により、日田郡湯山村、合田村、赤岩村、桜竹村、女子畑村が合併して村制施行し、中川村が発足[1][2]。旧村名を継承した湯山、合田、赤岩、桜竹、女子畑の5大字を編成[2]。
- 1913年（大正2年）九州水力電気女子畑発電所竣工[2]
- 1955年（昭和30年）3月31日、日田郡五馬村、馬原村と合併し、栄村を新設して廃止された[1][2]。

## 産業
- 農業、用材、薪炭[2]

## 交通

### 鉄道
- 1933年（昭和8年）国有鉄道久大線（現久大本線）が開通し、天ケ瀬駅（大字桜竹）開設[2]。
- 1934年（昭和9年）国有鉄道久大線豊後中川駅（大字合田）開設[2]

### 道路
- 1926年（大正15年）、県道大分～福岡間開通（現国道210号）、五馬道路開通（現大分県道674号岩戸五馬日田線）[2]。

## 教育
- 桜竹小学校（大字桜竹）[2]
- 丸山小学校（大字合田）[2]
- 台小学校（大字女子畑）[2]

## 観光
- 天ヶ瀬温泉[2]